# Emil Schallopp
| 8 | rd                    | nd | bd | qd | kd | bd |    | rd |
| 7 | pd                    | pd | pd | pd |    | pd | pd | pd |
| 6 |                       |    |    |    |    |    |    |    |
| 5 |                       |    |    |    | pl |    |    | nd |
| 4 |                       |    |    |    |    | pd |    |    |
| 3 |                       |    |    |    |    | nl |    |    |
| 2 | pl                    | pl | pl | pl |    |    | pl | pl |
| 1 | rl                    | nl | bl | ql | kl | bl |    | rl |
|   | a                     | b  | c  | d  | e  | f  | g  | h  |
|   | Schallopp verdediging |    |    |    |    |    |    |    |

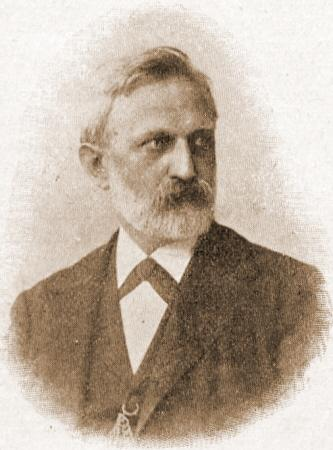
Emil Schallopp

Emil Schallopp leefde van 1843 tot 1919 en was een Duitse schaker die in de schaakwereld een geziene speler was. Hij schaakte veel en graag maar had niet de mentaliteit om bij de top te komen. Zijn sterkste periode was aan het eind van de negentiende eeuw. In die tijd analyseerde hij ook de schaakopening Koningsgambiet en benoemde hij zijn variant de Schallopp verdediging, die is als volgt: 1.e4 e5 2.f4 ef 3.Pf3 Pf6 4.e5 Ph5
Louis Paulsen, en Johann Zukertort waren tijdgenoten van hem. In een toernooi in Wiesbaden in 1880 eindigde Emil op de vierde plaats en in 1886 speelde hij in een toernooi in Groot-Brittannië waar hij tweede werd, na Amos Burn.